# Pacobamba
Pacobamba é um dos dezenove distritos peruanos que formam a Província de Andahuaylas, situada na região de Apurímac.

## Transporte
O distrito de Pacobamba é servido pela seguinte rodovia:
- AP-100, que liga a cidade ao distrito de San Jeronimo[2][3][4]